# Samariumhexaborid
Samariumhexaborid ist eine anorganische chemische Verbindung des Samariums und neben SmB4, SmB6 und dem instabilen Sm2B5 eines der bekannten Samariumboride.

## Gewinnung und Darstellung
Samariumhexaborid kann durch Reaktion von Samarium(III)-chlorid oder Samarium(III)-oxid mit Bor(III)-oxid und Magnesium oder durch Reaktion von Samarium(III)-oxid/Samarium(III)-chlorid mit Natriumborhydrid gewonnen werden.
{\displaystyle \mathrm {Sm_{2}O_{3}+6\ B_{2}O_{3}+21\ Mg\longrightarrow 2\ SmB_{6}+21\ MgO} }
Ebenfalls möglich ist die Darstellung durch Reaktion von Samarium(III)-oxid mit Borcarbid, Bor oder Bor/Kohlenstoff-Gemischen bei 1000 bis 2000 °C im Vakuum.

## Eigenschaften
Samariumhexaborid ist ein blauer Feststoff, der praktisch unlöslich in Wasser ist. Er besitzt eine kubische Kristallstruktur vom Caesiumchloridtyp mit der Raumgruppe Pm3m (Raumgruppen-Nr. 221) und ist ein Halbleiter. Er ist bei tiefen Temperaturen ein topologischer Isolator, ein Kondo-Isolator.

## Verwendung
Samariumhexaborid kann als Steuermaterial für Atomreaktoren verwendet werden.